# Slivno (Runovići)
Slivno falu Horvátországban Split-Dalmácia megyében. Közigazgatásilag Runovići községhez tartozik.

## Fekvése
Splittől légvonalban 66, közúton 88 km-re keletre, Makarskától légvonalban 17, közúton 40 km-re északkeletre, a dalmát Zagora területén, Imotska krajina középső részén, Imotskitól légvonalban 12, közúton 22 km-re délre, az Imotski-mező déli peremén  fekszik. Területe déli irányban a Kitica-hegy legmagasabb pontjáig, a 821 méteres Vučjačáig terjed. A Zaljak és a Kovačević közötti részt Radovannak nevezik. A település északi határában található a 716 méteres Jegulja, a Gostina az 549 méteres Gnilovac nevű csúccsal, valamint a Podosoje felé eső részen emelkedő 672 méteres Slinići nevű magaslat.

## Története
Slivno neve a horvát „slijevati” (lefolyik) igéből, illetve annak az í-ző nyelvjárásban használt „slivati” változatából származik. Nevét onnan kapta, hogy a környező dombokról leömlő víz a völgyben levő víznyelőkben tűnik el. Területe már a történelem előtti időkben is lakott volt. A térség első ismert népe az illírek egyik törzse a dalmátok voltak. Ezt igazolják az ókorból fennmaradt halomsírok és várak maradványai, melyekből a település területén több is található. Slivno határában található a Gradina nevű magaslaton állt történelem előtti várrom, ahol egy mintegy 30 méteres átmérőjű halomsír is fekszik. Halomsírok találhatók a Ravlić-háznál, Mrkonjićnál, Grepnél, valamint Marinović és Prgomet között. Nagy ókori temető található a Mrkobjić-háznál a Groblje nevű helyen, ahol szarkofágok, síremlékek és sírkövek kerültek elő. A rómaiak csak az 1. század elejére tudták véglegesen meghódítani a térséget. A szomszédos Runovići helyén feküdt a római korban Ad Novae. Itt haladt át a Salonából Ad Novaen keresztül Narona irányába menő római út. A római uralom egészen 481-ig tartott, amikor Odoaker germán hadai foglalták el Dalmáciát. 493-ban a keleti gótok lerázva Odoaker uralmát fennhatóságuk alatt egyesítették Dalmáciát és a Drávától félre eső pannon területeket, melynek fővárosa Salona volt. Imotska krajina 535-ig maradt keleti gót uralom alatt, amikor I. Justinianus császár a Keletrómai Birodalom részévé tette. 6. század második felében a területet elfoglalták az avarok és szláv segédnépeik. A középkori horvát állam közigazgatásában ez a terület Fehér-Horvátországhoz, azon belül az Imoti zsupánsághoz tartozott. A török 1463-ban meghódította a közeli Boszniát, majd 1493-re már ez a terület is uralmuk alá került. A török uralom idején a Hercegovaci szandzsákban az Imotski náhije területéhez tartozott. A velencei-török háborúk idején megmaradt lakossága nagyrészt a biztonságosabb tengermellékre menekült. A megmaradt hívek szolgálatát a makarskai ferences atyák látták el. Az 1699-es karlócai béke még török kézen hagyta. Végleges felszabadulása csak az újabb velencei-török háborút lezáró pozsareváci békével 1718-ban történt meg. Ezután a Velencei Köztársaság fennhatósága alá tartozott. A velencei uralom kezdetén lakosságát újratelepítették. Kezdetben a nagy területű vrdoli plébániához tartozott, majd 1729-ben Nikola Blašković püspök káplánt küldött a településre. A ferences atyák azonban méltatlankodtak emiatt és a káplánnak el kellett hagynia a települést. Végül 1747-ben Stjepan Blašković püspök megalapította az önálló slivnoi plébániát, melynek szolgálatát azóta a ferencesek látták el. A lakosság mezőgazdaságból és állattartásból élt, de gyakran pusztított éhínség is. A velencei uralomnak 1797-ben vége szakadt és osztrák csapatok vonultak be Dalmáciába. 1806-ban az osztrákokat legyőző franciák uralma alá került, de Napóleon lipcsei veresége után 1813-ban újra az osztrákoké lett. 1869-ben felépült az új plébániatemplom. A településnek 1857-ben 1131, 1910-ben 1948 lakosa volt. A 20. század elejére a megélhetés fő forrását a szőlő- és dohánytermesztés, valamint a kukorica adta. Emellett sokan jártak Hercegovinába dolgozni, Szlavóniába pedig tanulni. 1918-ban az új szerb-horvát-szlovén állam, majd később Jugoszlávia része lett. 1941 áprilisában a Független Horvát Állam része, majd 1943. szeptemberétől 1944 októberéig német megszállás alatt volt. A háború után a szocialista Jugoszláviához került. Ebben az időszakban sokan vándoroltak ki Szlavóniába. Az 1970-es évektől fokozódott a fiatalok kivándorlása a tengerentúlra és Nyugat-Európába, emiatt lakossága jelentősen csökkent. Be kellett zárni a település iskoláját is. 1991 óta a független Horvátországhoz tartozik. 2011-ben a településnek 352 lakosa volt.

## Lakosság
| Lakosság változása | Lakosság változása | Lakosság változása | Lakosság változása | Lakosság változása | Lakosság változása | Lakosság változása | Lakosság változása | Lakosság változása | Lakosság változása | Lakosság változása | Lakosság változása | Lakosság változása | Lakosság változása | Lakosság változása | Lakosság változása |
| ------------------ | ------------------ | ------------------ | ------------------ | ------------------ | ------------------ | ------------------ | ------------------ | ------------------ | ------------------ | ------------------ | ------------------ | ------------------ | ------------------ | ------------------ | ------------------ |
| 1857               | 1869               | 1880               | 1890               | 1900               | 1910               | 1921               | 1931               | 1948               | 1953               | 1961               | 1971               | 1981               | 1991               | 2001               | 2011               |
| 1.131              | 1.260              | 1.401              | 1.649              | 1.971              | 1.948              | 1.883              | 1.740              | 1.873              | 1.907              | 1.705              | 1.719              | 1.276              | 905                | 524                | 352                |

## Nevezetességei
- A Szentháromság tiszteletére szentelt római katolikus plébániatemploma 1753-ban épült. Eleinte nagyon kicsi templom volt, de 1861-ben Ivan Gibotić plébános szolgálata idején jelentősen bővítették és ekkor kapta mai formáját. Régi harangtornyát is lebontották és három harang számára építettek a helyébe újat. Az újjáépített templom felszentelése csak tíz évvel később, az 1870-es években történt. Homlokzatán nyolcágú kőrozetta található. Az építés során bukkantak a templom falába befalazott régi sírkövekre, melyek a falak első részén ma is megtekinthetők. Az épületet 1896-ban és különösen 1969-ben renoválták, amikor a liturgikus teret is átrendezték. Az ekkor felállított szembemiséző oltár mögött látható a régi főoltár, melynek Szentháromság képe Filippo Naldi munkája 1769-ből. A templomhajóban található a Szeplőtelen fogantatás és a Szent Antal oltár a szentek 1912-ben és 1900-ban készített szobraival. A Szűzanya 1912-ben készített szobra a régi 18. századi szobor helyére került. 1969-ben a régi fa kórusépítményt is átépítették az új, stabil betonépítményre. Már 1938 óta tervben volt egy a mainál kétszer nagyobb, háromhajós templom építése, melynek akkor tervei is elkészültek. A közbejött háború és más okot miatt ez a mai napig sem valósulhatott meg.
- Természeti látványossága a Bršanova-barlang, mely nem túl mély, de sztalaktitjai is vannak. Zeljaknál található Gvozdenica, ahol egy föld alatti járat található, melyben a vízszint emelkedése jelezhet egy közelgő áradást. Gostinacon két víznyelő is található. Néhány forrás is található a határában. Prgometnél két forrás is van, ahonnan az emberek még ma is ivóvízhez jutnak.
- A határában található a Gradina nevű magaslaton a történelem előtti vár állt, melynek maradványai ma is megtalálhatók, közelében egy mintegy 30 méteres átmérőjű halomsír is fekszik.
- Halomsírok találhatók a Ravlić-háznál, Mrkonjićnál, Grepnél, valamint Marinović és Prgomet között.
- Nagy ókori temető található a Mrkonjić-háznál a Groblje nevű helyen, ahol szarkofágok, síremlékek és sírkövek kerültek elő.
- A Greblje-Grebnik régészeti lelőhely a Krstatice-Slivno helyi út mentén található. Greblje-Grebnik egy középkori temető, amelynek sírkövei az őskori halmok körül és tetején keletkeznek, egymástól mintegy száz méterre. A mai napig 32 síremlék maradt fenn, amelyek a mai út két oldalán találhatók. A déli és az északi kerítések rögtönzött ajtajaiban két-két sírkövet helyeztek el. A díszítő motívumok repertoárja hasonló a többi síremlékhez ezen a területen: rozetta, félhold, kereszt, spirál, inda, kólóban összefogodzó emberi alakok, lovasvadász és szarvas ábrázolása. Az északi oldalon az út mentén, a 19. században felépült a Szűz Máris kápolna, amelynek alapjaiba sírkövet építettek.[4]

## Gazdaság
A növényi kultúrák közül a szőlőfajták, a dohány, a burgonya és a lencse termesztése folyik. A lakosság korábban állattenyésztéssel is foglalkozott.